# Sporting Clube de Portugal (futsal)
Maillots
Actualités
La section futsal du Sporting Clube de Portugal est fondée en 1985 et basée à Lisbonne.
Le futsal est l'une des sections professionnelles du club éclectique Sporting CP et représente l'une des disciplines les plus performantes du club. C'est l'un des deux grands clubs de futsal au Portugal, avec le Benfica Lisbonne, et compte plus de 160 000 socios qui contribuent financièrement au maintien du sport. Les équipes, athlètes et supporters sont surnommés sportinguistas et leões par leurs fans. La section est réputée pour son équipe professionnelle masculine, mais également connue pour son équipe féminine, fondée en 2013, et pour sa formation de jeunes joueurs.
Au Portugal, c'est le club le plus titré ayant été champion national de la Ligue portugaise avec son équipe professionnelle masculine à 17 reprises, étant également détenteur de 8 Coupes du Portugal, 3 Coupes de la Ligue et 9 Super Coupes, sur un total de 36 titres nationaux. Il est également titulaire de 4 coupes d'honneur, 5 championnats AF Lisboa et 5 coupes de communication sociale, sur un total de 14 titres régionaux.
En Europe, il atteint sept fois le Final Four de la Ligue des champions et dispute quatre finales. Il remporte les éditions 2018-2019 et 2020-2021. À ce moment, il occupe actuellement la 1ère position du classement des clubs de futsal de l'UEFA.
Nuno Dias, élu meilleur entraîneur du monde en 2021, est l'entraîneur de l'équipe professionnelle masculine depuis 2012, année où il établit un nouveau record de buts en saison régulière du championnat, n'accordant qu'un seul match nul dans les 26 matchs disputés en 2017-2018.

## Histoire
La section de futsal du Sporting est créée en 1985.
En 1985, un groupe d'amis tels que Melo Bandeira, Carlos Vaz, João Pardal, Cícero Campos et Alfredo Ratão créent la section football en salle du Sporting, après approbation de la direction du club, alors présidée par João Rocha.
Les débuts en compétition de cette discipline du club ont lieu le 13 avril 1985, lors du premier tour du tournoi de printemps.
En 1987, la section est renommée Football Five en 1987 et, en 2000, adopte le nom de futsal.
Le Sporting commence par s'affirmer dans les championnats de district, remportant le titre lors de sa première saison 1985-1986 et remporte le premier championnat national en 1990-1991. Dans le même temps, le club s'est mis à miser sur la formation, qui compte également plusieurs titres. Le sport a également affirmé sa forte présence dans le sport à travers des victoires successives dans la Taça Comunicação Social. En 1998, le Sporting a remporte la Coupe latine.
En début de saison 2001-2002, l'équipe gagne sa première Supercoupe nationale. En fin d'année, elle atteint les demi-finales de la Coupe de l'UEFA qu'elle organise.
En avril 2007, en tant que champion portugais en titre, le Sporting est invité à participer à la Coupe intercontinentale ayant lieu au Portugal, à Portimão. Après la seconde place du groupe B derrière le Malwee/Jaraguá, le SCP perd sa demi-finale face aux espagnoles d'Interviu (1-3) et remporte le match pour la troisième place dans le derby face au Benfica (4-2).
En 2011, le Sporting Portugal dispute et perd sa première finale de Coupe de l'UEFA contre Montesilvano (2-5).
En 2016-2017, le Sporting Portugal dispute une seconde finale de Coupe de l'UEFA et perd 0-7 contre Inter FS.
Au terme de l'exercice 2017-2018, le SCP joue sa deuxième finale européenne consécutive, mais perd de nouveau contre Inter FS (2-5).
Lors de la saison 2018-2019, le Sporting atteint pour la troisième fois consécutive la finale de la Coupe d'Europe, renommée Ligue des champions. Le club remporte son premier titre continental, mettant un terme à ses défaites en finale en battant le Kairat Almaty en finale, club organisateur (2-1).
En mai 2021, le Sporting dispute pour la quatrième fois en cinq ans la finale de la Ligue des champions. Le SCP remporte pour la deuxième fois en trois ans grâce à son succès (4-3) contre le FC Barcelone, tenant du titre. En fin d'année, le club est élu meilleur club de l'année 2021 aux Prix FutsalPlanet.
Lors de la Ligue des champions 2021-2022, le Sporting atteint une nouvelle fois la finale, mais s'incline 4-0 contre le FC Barcelone.

## Salle

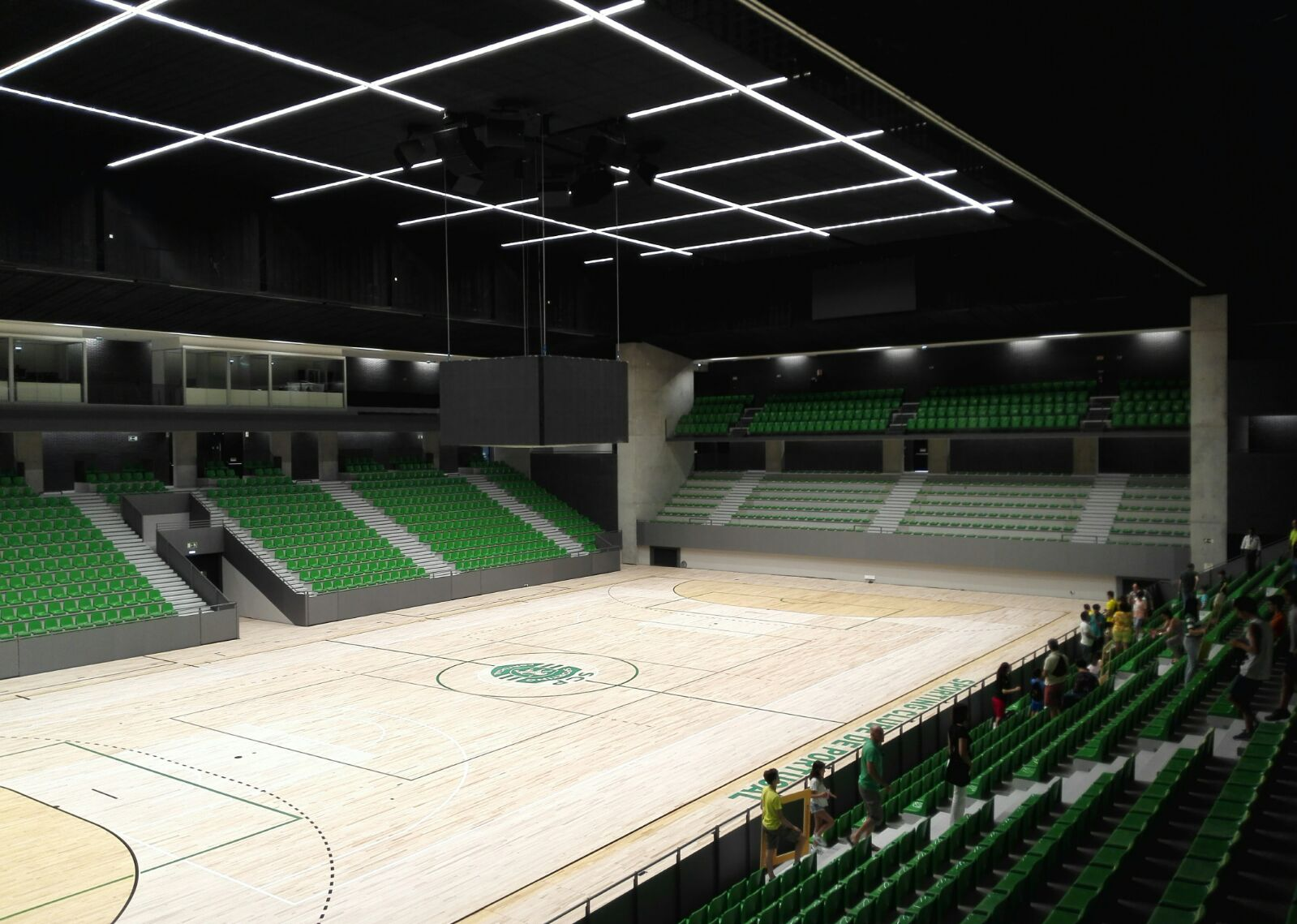
Intérieur du Pavilhão João Rocha.

Le Sporting joue ses matchs à domicile dans la grande salle de sport Pavilhão João Rocha d'une capacité de 3000 places.

## Palmarès

### Titres et trophées
En 2021, le Sporting Portugal dispute sa cinquième finale de Ligue des champions (la quatrième en cinq ans), après le premier sacre en 2019 et celles perdues en 2011, 2017, 2018.
La section de futsal du SCP détient le record de championnats nationaux remportés ainsi que de trophées nationaux gagnés.
| Compétitions nationales | Compétitions internationale                                                                       | Trophées divers |
| - Championnat du Portugal (19) - Champion : 1991, 1993, 1994, 1995, 1999, 2001, 2004, 2006, 2010, 2011, 2013, 2014, 2016, 2017, 2018, 2021, 2022, 2023 et 2024 - Vice-champion : 1996, 1998, 2000, 2003, 2005, 2007, 2012, 2015, 2019 et 2025 - Troisième : 2008 - Coupe du Portugal (10) - Vainqueur : 2006, 2008, 2011, 2013, 2016, 2018, 2019, 2020, 2022 et 2025 - Finaliste : 1998, 2002, 2023 et 2024 - Coupe de la Ligue portugaise (6) - Vainqueur : 2016, 2017, 2021, 2022, 2024 et 2025 - Finaliste : 2018 et 2020 - Supercoupe du Portugal (11) - Vainqueur : 2001, 2004, 2008, 2010, 2013, 2014, 2017, 2018, 2019, 2021 et 2022 - Finaliste : 1999, 2006, 2011, 2016, 2023 et 2024 | - Ligue des champions (2) - Vainqueur : 2019 et 2021 - Finaliste : 2011, 2017, 2018, 2022 et 2023 | - Taça de Honra da AF Lisboa (4) - Vainqueur : 2014, 2016, 2017 et 2018 - Taça da AF Lisboa (5) - Vainqueur : 1987, 1988, 1989, 1990 et 1992 |

### Records
- Meilleure phase régulière de l'histoire du championnat portugais (75 points pris sur 78 possibles soit 25 victoires en 26 journées) lors de la saison 2012-2013
- Meilleure saison de l'histoire du Futsal portugais (37 victoires, 1 match nul et 1 défaite, toutes compétitions confondues) lors de la saison 2012-2013.

### Bilan par saison
| Saison    | Portugal          | Portugal           | Portugal           | Portugal          | Coupe d'Europe | Coupe intercontinentale |
| Saison    | Championnat       | Coupe              | Supercoupe         | Coupe de la Ligue | Coupe d'Europe | Coupe intercontinentale |
| --------- | ----------------- | ------------------ | ------------------ | ----------------- | -------------- | ----------------------- |
| 1990-1991 | champion (1)      |                    | pas de compétition | -                 |                | pas de compétition      |
| 1991-1992 |                   |                    | pas de compétition | -                 |                | pas de compétition      |
| 1992-1993 | champion (2)      |                    | pas de compétition | -                 |                | pas de compétition      |
| 1993-1994 | champion (3)      |                    | pas de compétition | -                 |                | pas de compétition      |
| 1994-1995 | champion (4)      |                    | pas de compétition | -                 |                | pas de compétition      |
| 1995-1996 | finaliste         |                    | pas de compétition | -                 |                | pas de compétition      |
| 1996-1997 |                   |                    | pas de compétition | -                 |                | pas de compétition      |
| 1997-1998 | finaliste         | finaliste          | pas de compétition | -                 |                | non participant         |
| 1998-1999 | champion (5)      |                    |                    | -                 |                | non participant         |
| 1999-2000 | finaliste         |                    | finaliste          | -                 |                | non participant         |
| 2000-2001 | champion (6)      |                    |                    | -                 |                | non participant         |
| 2001-2002 |                   | finaliste          | vainqueur (1)      | -                 | demi-finaliste | non participant         |
| 2002-2003 | finaliste         |                    |                    | -                 |                | non participant         |
| 2003-2004 | champion (7)      |                    |                    | -                 |                | non participant         |
| 2004-2005 | finaliste         | 8e de finale       | vainqueur (2)      | -                 | tour élite     | non participant         |
| 2005-2006 | champion (8)      | vainqueur (1)      | -                  | -                 | -              | non participant         |
| 2006-2007 | finaliste         | demi-finale        | finaliste          | -                 | tour élite     | 3e                      |
| 2007-2008 | 3e                | vainqueur (2)      |                    | -                 | -              | non participant         |
| 2008-2009 |                   | 2e tour            | vainqueur (3)      | -                 | -              | non participant         |
| 2009-2010 | champion (9)      | quart de finale    | -                  | -                 | -              | non participant         |
| 2010-2011 | champion (10)     | vainqueur (3)      | vainqueur (4)      | -                 | finaliste      | non participant         |
| 2011-2012 | finaliste         | quart de finale    | finaliste          | -                 | 4e             | non participant         |
| 2012-2013 | champion (11)     | vainqueur (4)      | -                  | -                 | -              | non participant         |
| 2013-2014 | champion (12)     | 4e tour            | vainqueur (5)      | -                 | tour élite     | non participant         |
| 2014-2015 | finaliste         | demi-finale        | vainqueur (6)      | -                 | 3e             | non participant         |
| 2015-2016 | champion (13)     | vainqueur (5)      | -                  | vainqueur (1)     | -              | non participant         |
| 2016-2017 | champion (14)     | demi-finale        | finaliste          | vainqueur (2)     | finaliste      | non participant         |
| 2017-2018 | champion (15)     | vainqueur (6)      | vainqueur (7)      | finaliste         | finaliste      | non participant         |
| 2018-2019 | finaliste         | vainqueur (7)      | vainqueur (8)      | quart de finale   | vainqueur (1)  | non participant         |
| 2019-2020 | annulé - Covid-19 | vainqueur (8)      | vainqueur (9)      | finaliste         | tour élite     | non participant         |
| 2020-2021 | champion (16)     | annulée - Covid-19 | annulée - Covid-19 | vainqueur (3)     | vainqueur (2)  | non participant         |
| 2021-2022 | champion (17)     | vainqueur (9)      | vainqueur (10)     | vainqueur (4)     | finaliste      |                         |
| 2022-2023 | champion (18)     | finaliste          | vainqueur (11)     | demi-finale       | finaliste      |                         |
| 2023-2024 | champion (19)     | finaliste          | finaliste          | vainqueur (5)     | 4e             |                         |
| 2024-2025 | finaliste         | vainqueur (10)     | finaliste          | vainqueur (6)     | 4e             |                         |
| 2025-2026 |                   |                    |                    |                   |                |                         |

## Personnalités

### Entraîneurs
| Période   | Nom             |
| --------- | --------------- |
| 1992-2001 | Orlando Duarte  |
| 2001-2002 | Beto Aranha     |
| 2003-2010 | Paulo Fernandes |
| 2010-2012 | Orlando Duarte  |
| 2012-     | Nuno Dias       |

En janvier 2022, lors des Prix FutsalPlanet, Nuno Dias reçoit le prix du meilleur entraîneur du monde 2021.

### Joueurs emblématiques
Capitaine du club depuis des années, João Matos est l'une des figures les plus charismatiques du futsal portugais.
Avec de nombreux titres nationaux et double vainqueur de la Ligue des champions, il rentre dans l'histoire du club en étant le joueur avec le plus de matchs disputés. Et depuis le 27 octobre 2022, il détient le record de matchs joués en ligue des champions avec 70 matchs.
Egalement au service de la sélection du Portugal, João Matos a son nom inscrit dans l'histoire. Avec son coéquipier du Sporting Pany Varela, il détient les 4 titres majeurs au palmarès de la sélection.
Le Sporting remporte la nouvelle UEFA Futsal Champions League lors de deux de ses trois premières éditions avec plusieurs joueurs portugais ayant remporté l'UEFA Futsal EURO 2018 et la Coupe du monde de 2021.
En janvier 2022, à la suite du titre européen du club, les joueurs du Sporting sont valorisés lors des Prix FutsalPlanet :
- Zicky Té reçoit le prix du meilleur jeune joueur du monde
- le Brésilien Guitta est élu meilleur gardien de but
- Pany Varela à la 2e place et Alex Merlim à la 3e place, finissent sur le podium du meilleur joueur au monde.

| #  | Nom            | Carrière au club      | Matchs |
| -- | -------------- | --------------------- | ------ |
| 1  | João Matos     | 2005-                 | 741    |
| 2  | Déo            | 2002-2014 / 2016-2020 | 604    |
| 3  | João Benedito  | 1995-2006 / 2007-2016 | 520    |
| 4  | Pedro Cary     | 2010-2019             | 386    |
| 5  | Alex Merlim    | 2015-                 | 372    |
| 6  | Djô            | 2004-2005 / 2007-2018 | 348    |
| 7  | Caio Japa      | 2009-2018             | 346    |
| 8  | Diego Cavinato | 2015-2023             | 340    |
| 9  | Pany Varela    | 2016-                 | 336    |
| 10 | Cristiano      | 2003-2005 / 2006-2015 | 298    |

| #  | Nom               | Carrière au club      | Matchs |
| -- | ----------------- | --------------------- | ------ |
| 1  | Diego Cavinato    | 2015-2023             | 340    |
| 2  | Déo               | 2002-2014 / 2016-2020 | 299    |
| 3  | Fernando Cardinal | 2009-2011 / 2018-2022 | 228    |
| 4  | Alex Martins      | 2007-2015             | 198    |
| 5  | Alex Merlim       | 2015-                 | 190    |
| 6  | Paulinho Roxo     | 2003-2006 / 2008-2009 | 174    |
| 7  | João Matos        | 2005-                 | 163    |
| 8  | Pedro Cary        | 2010-2019             | 162    |
| 9  | Diogo Guimarães   | 2014-2018             | 139    |
| 10 | Pany Varela       | 2016-                 | 126    |

Les joueurs sur fond gris évoluent encore au club. Mis à jour au 15 juin 2024.
| Nom            | Euro 2018             | Coupe du monde 2021           | Euro 2022             | Finalissima 2022     |
| -------------- | --------------------- | ----------------------------- | --------------------- | -------------------- |
| João Matos     | Médaille d'or, Europe | Médaille d'or, Coupe du Monde | Médaille d'or, Europe | Médaille d'or, monde |
| Pany Varela    | Médaille d'or, Europe | Médaille d'or, Coupe du Monde | Médaille d'or, Europe | Médaille d'or, monde |
| Erick Mendonça | -                     | Médaille d'or, Coupe du Monde | Médaille d'or, Europe | Médaille d'or, monde |
| Zicky Té       | -                     | Médaille d'or, Coupe du Monde | Médaille d'or, Europe | Médaille d'or, monde |
| Tomás Paçó     | -                     | Médaille d'or, Coupe du Monde | Médaille d'or, Europe | Médaille d'or, monde |
| Miguel Ângelo  | -                     | Médaille d'or, Coupe du Monde | Médaille d'or, Europe | -                    |
| Pauleta        | -                     | Médaille d'or, Coupe du Monde | Médaille d'or, Europe | -                    |
| Pedro Cary     | Médaille d'or, Europe | -                             | -                     | -                    |
| André Sousa    | Médaille d'or, Europe | -                             | -                     | -                    |
| Hugo Neves     | -                     | -                             | -                     | Médaille d'or, monde |
| TOTAL          | 4                     | 7                             | 7                     | 6                    |

## Autres équipes

### Section féminine
Le 28 janvier 2013, le Sporting annonce officiellement sur son site officiel la création d'une section féminine pour la saison 2013-2014.

### Section jeune
| Palmarès des équipes jeunes |
| --- |
| - Championnat du Portugal -19 ans juniores (17) - Vainqueur : 1991, 1992, 1994, 1995, 1996, 1997, 2001, 2002, 2004, 2005, 2009, 2010, 2011, 2012, 2014, 2023, 2024 - Championnat du Portugal -17 ans juvenis (13) - Vainqueur : 2001, 2002, 2003, 2004, 2005, 2006, 2008, 2009, 2010, 2011, 2012, 2013, 2014 - Championnat du Portugal -15 ans iniciados (1) - Vainqueur : 2012 |